# Національний перелік культурних цінностей Мальтійських островів
Національний перелік культурних цінностей Мальтійських островів (NICPMI) — реєстр культурної спадщини Мальти.
Перелік включає такі об'єкти, як археологічні пам'ятки, укріплення, релігійні споруди, пам'ятники та інші споруди. NICPMI підпорядковується Управлінню культурної спадщини Мальти (SCH), яке було засноване в 2002 році замість Закону про старожитності. NICPMI було створено 16 грудня 2011 р.
Відповідно до статті 7(5)(a) Закону про культурну спадщину 2002 року: до функцій Суперінтенденції належить: 
створювати, оновлювати, керувати та, у відповідних випадках, публікувати або забезпечувати складання національного переліку культурних цінностей, що належать: 
- (i) до держави або державних установ,
- (ii) до Католицької Церкви та інших релігійних конфесій,
- (iii) фондам, заснованим на цих островах,
- (iv) фізичним і юридичним особам, коли культурна цінність стала доступною для публіки або якщо такі особи дали свою згоду на таку мету.

До 2008 року офіси Управління були розташовані на вулиці Меліта, 138, столиці Мальти Валлетта, а зараз розташовані на вулиці Сент-Крістофер, 173, Валлетта.
У книзі Il-Mit Pawlin u l-Abbuż tal-Istorja Maltija (Міфологія Павла та зловживання мальтійською історією) автор Марк Каміллері критикує Управління за підтримку міфології Павла, подаючи оповідання — століть, висловлені Джованні Франческо Абела як факт, а також за підтримку ідеї про те, що християнство на Мальті тривало з часу ймовірної корабельної аварії на Мальті, яку сучасні історики, як-от професор історії Годфрі Веттінгер, дискредитують як псевдоісторію. Каміллері писав, що суперінтендант і особи, відповідальні за NICPMI, відклали археологічні дослідження, пов'язані з арабським періодом на Мальті (870—1091). Запитуючи інформацію про залишки арабського періоду на Мальті відповідно до Закону про доступ до інформації (на основі Орхуської конвенції), управління відмовилося співпрацювати.

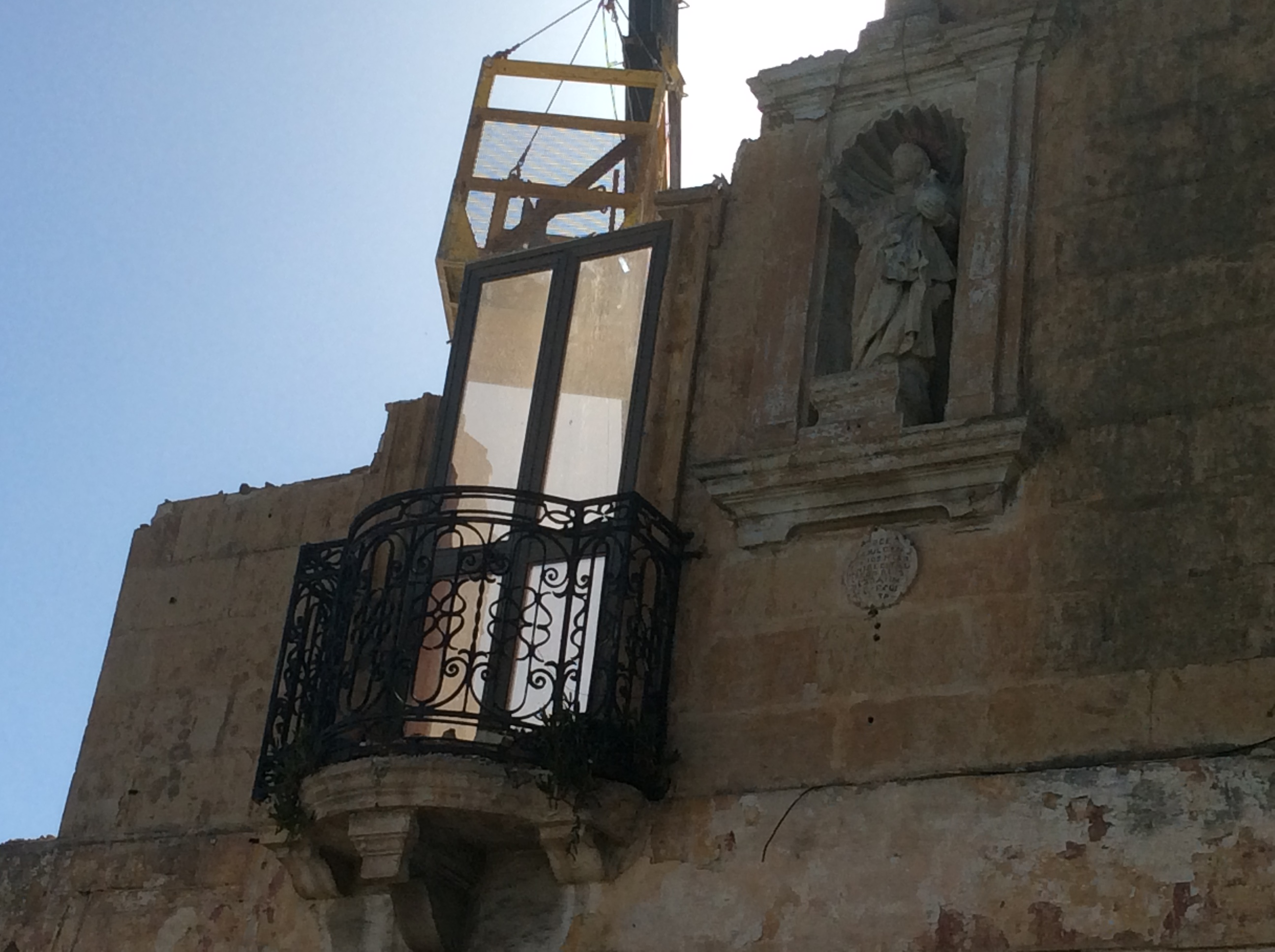
Будівля пам'ятної ніші Христа Царя в Кормі була знесена в 2017 році.

У звіті, опублікованому Головним управлінням у 2016 році, було оприлюднено, що список охоронюваного реєстру не оновлювався відповідно до його цільових зобов'язань. Головне управління назвало спіральну кількість розробників як причину того, що не вистачає ресурсів для оновлення списків. Мальтійська асоціація забудовників все ще скаржиться на період часу, який бізнесмени повинні чекати на обробку заявок, і витрати покладаються на тих, хто купує можливу нерухомість на ринку в разі схвалення.
Ділянки та будівлі, зазначені в реєстрі, не обов'язково охороняються. Наприклад, будівлю, яка включала нішу зі статуєю Царя Христа в Кормі, яка значилася в NICPMI під номером 00475, було знесено в 2017 році. Закон про розвиток і планування 2016 року дозволяє Управлінню планування ігнорувати рекомендації SCH. Значні з перерахованих пам'яток, такі як церкви, знаходяться під відповідальністю релігійних груп, і Управління не втручається в їхні рішення. Римо-католицька церква на Мальті регулювала свою власність за допомогою створеної Католицької комісії з питань культурної спадщини.